# Biston crassestrigata
Biston crassestrigata là một loài bướm đêm trong họ Geometridae.